# Epistephium elatum
Epistephium elatum är en orkidéart som beskrevs av Carl Sigismund Kunth. Epistephium elatum ingår i släktet Epistephium och familjen orkidéer. Inga underarter finns listade i Catalogue of Life.